# محمد انشا
 محمد انشا از تهران بازیکن سابق فوتبال ایران است. وی سابقه بازی در باشگاه فوتبال کوهستانی را دارد.
وی سابقه ۱ بازی ملی و عضو اولین تیم ملی فوتبال ایران در سال ۱۹۴۱ در مقابل تیم ملی فوتبال افغانستان بوده است.